# Frederick Judd Waugh
Frederick Judd Waugh   (Bordentown, 13 de setembre de 1861 - comtat de Barnstable, 10 de setembre de 1940) va ser un pintor i il·lustrador estatunidenc, especialitzat en pintura de paisatge i pintura marítima, també conegut pel seu treball de camuflatge Dazzle per a la Marina dels EUA durant la Primera Guerra Mundial.

## Biografia
Fill del retratista nord-americà Samuel Waugh, Frederick Judd Waugh va néixer a Bordentown, Nova Jersey el 1861. Va estudiar als Estats Units a l'Acadèmia de Belles Arts de Pennsilvània amb Thomas Eakins i Thomas Pollock Anshutz ia França a l'Académie Julian amb William Bouguereau i Tony Robert-Fleury. Va aprofitar per visitar França, amb estades a la colònia d'artistes de Grez-sur-Loing o Bretanya.
El 1885, va tornar a Filadèlfia per veure el seu pare moribund, abans d'instal·lar-se durant els següents set anys al seu lloc de naixement. Es va casar amb Clara Eugénie Bunn i la parella va tenir dos fills, entre ells Coulton Waugh (1896-1973), que també es va convertir en pintor, com el seu pare i el seu avi.
El 1892, va tornar a Anglaterra on va residir a l'illa de Sark al mar del Canal i hi va pintar paisatges marítims. També va viure a Saint Ives, al comtat de Bedfordshire i a Londres, al districte de Hendon, on va treballar com a il·lustrador per a les revistes The Graphic i Hamsworth.
El 1908 va tornar als Estats Units i es va establir a Montclair, Nova Jersey. Coneix el mecenes i col·leccionista d'art William T. Evans que li ofereix un estudi a canvi de quadres. Posteriorment, Waugh es va establir a l'Illa de Bailey a Maine i va fer estades a l'illa Monhegan a Maine, on va ser jutge en una exposició d'art organitzada per celebrar el tricentenari del viatge del capità John Smith.
El 1915 es va traslladar a la ciutat de Kent a Connecticut. El 1916 va publicar un llibre il·lustrat, TThe clan of the Munes. El 1918, va treballar com a pintor per a la Marina dels Estats Units en diversos projectes de camuflatge Dazzle, sota la direcció del pintor estatunidenc Everett Warner. Va deixar Connecticut per anar a Provincetown, Massachusetts el 1927, on va morir el 1940.
Aquestes obres són visibles o conservades al Metropolitan Museum of Art de Nova York, al Museum of Arts and Sciences de Daytona Beach, el Smithsonian American Art Museum de Washington D.C., el Museu d'Art d’El Paso, el Museu d'Art Chrysler de Norfolk, el Portland Museum of Art, Museu d'Art Currier Manchester, Phoenix Art Museum, Farnsworth Art Museum de Rockland, al Springville Museum of Art, Institut d'Art de Chicago, Museu de Brooklyn, Ulrich Museum de Wichita i al Museu de l'Exèrcit de París.

## Obres

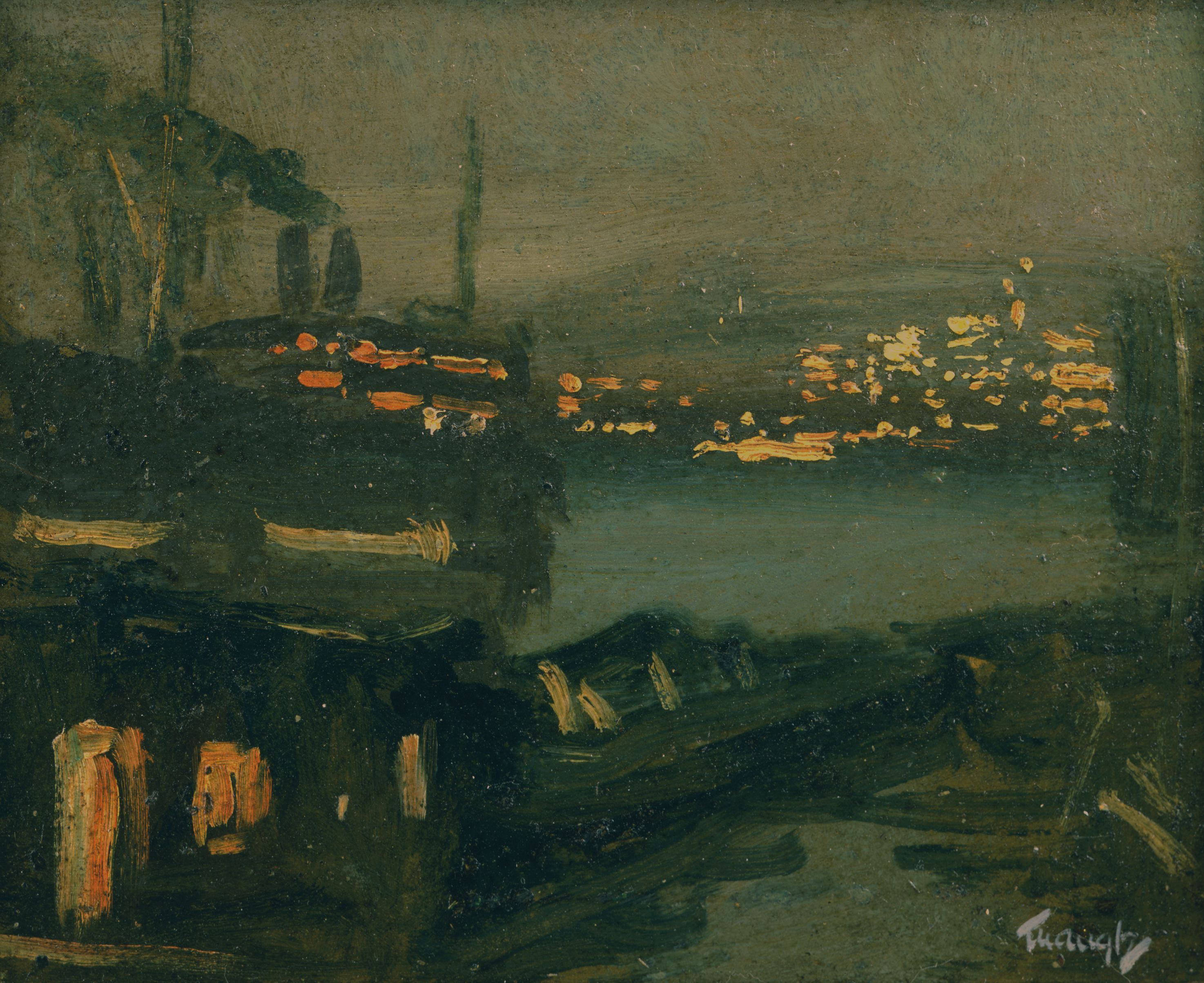
Jersey City Waterfront (sense data)
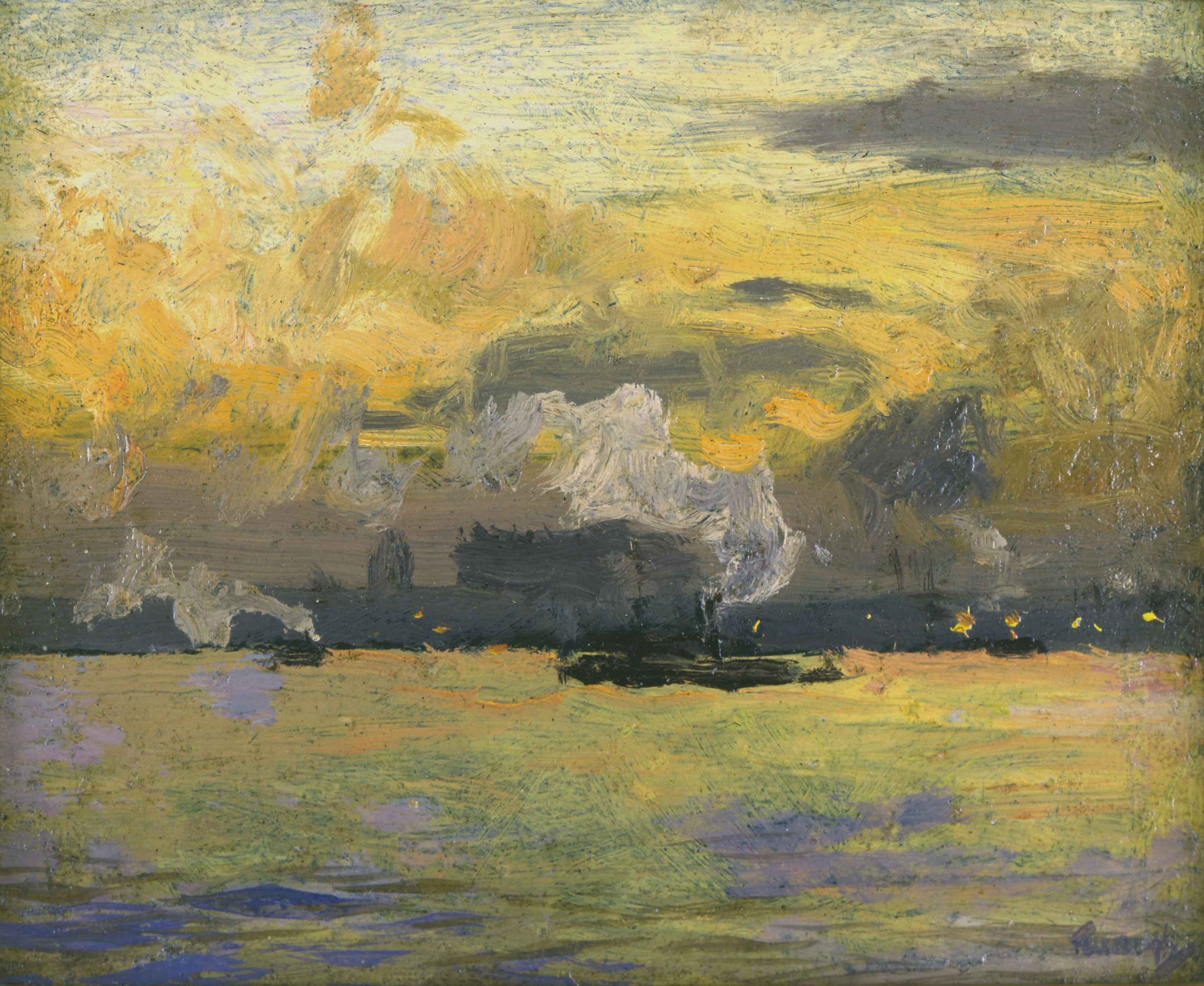
Jersey City at Sunset (vers 1907-1908)
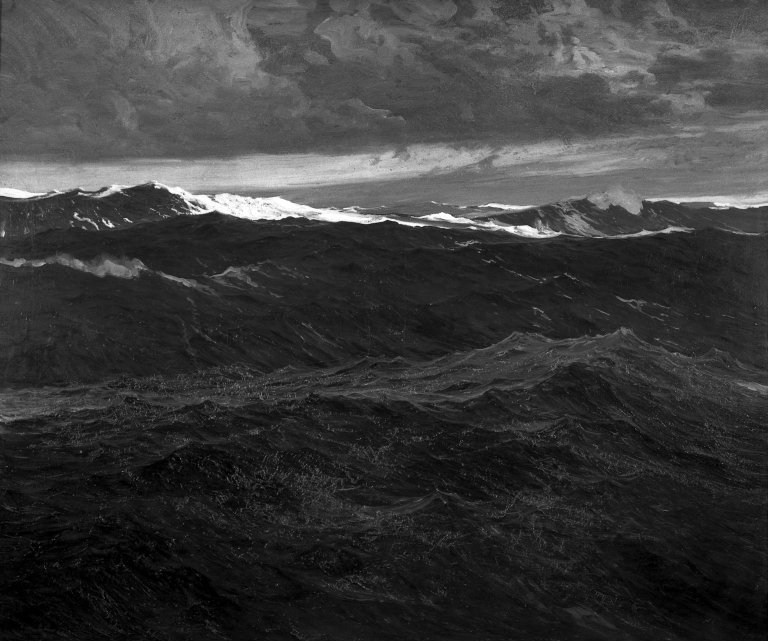
The Great Deep (vers 1909), Brooklyn Museum
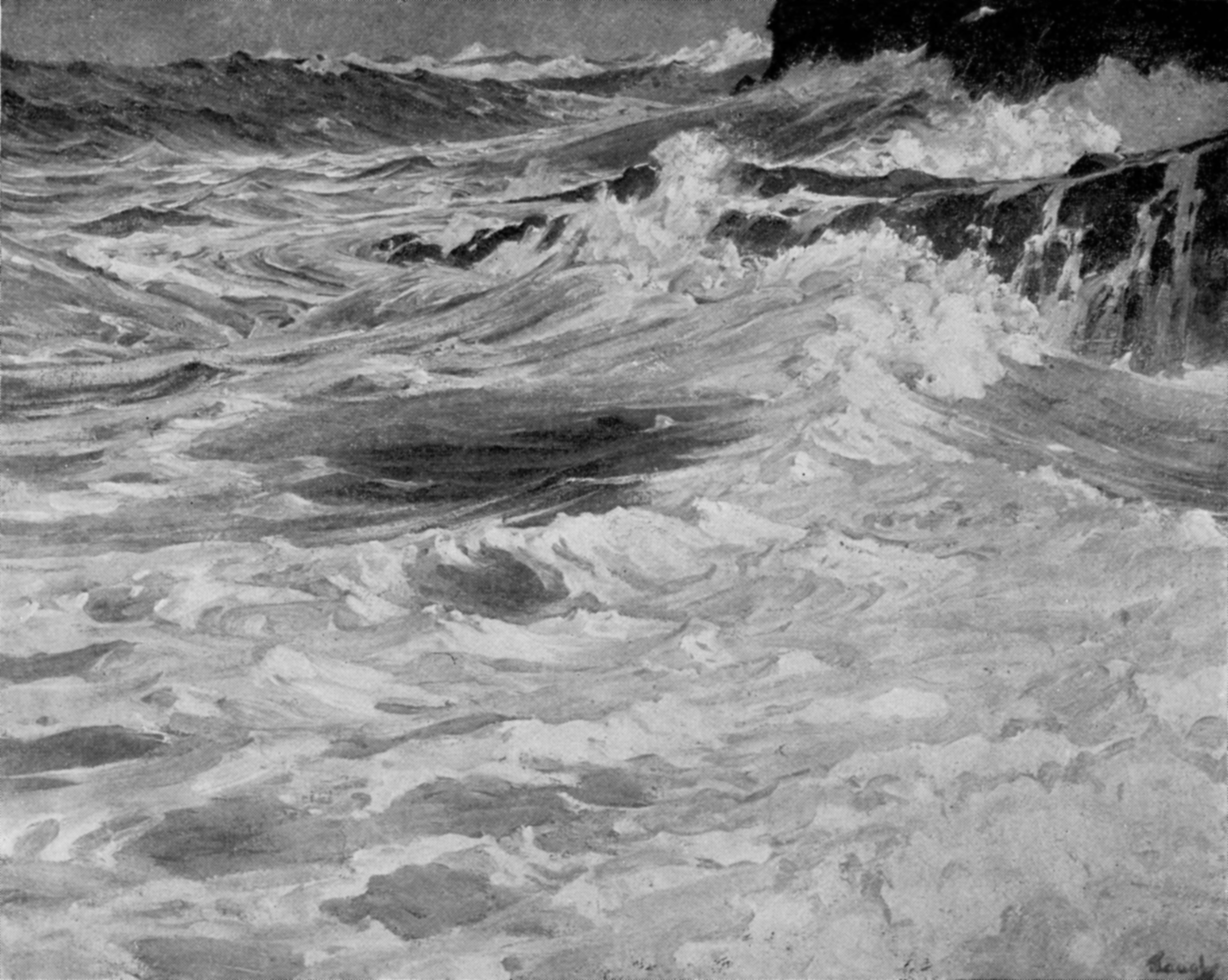
At the Base of the Cliff  (sense data)
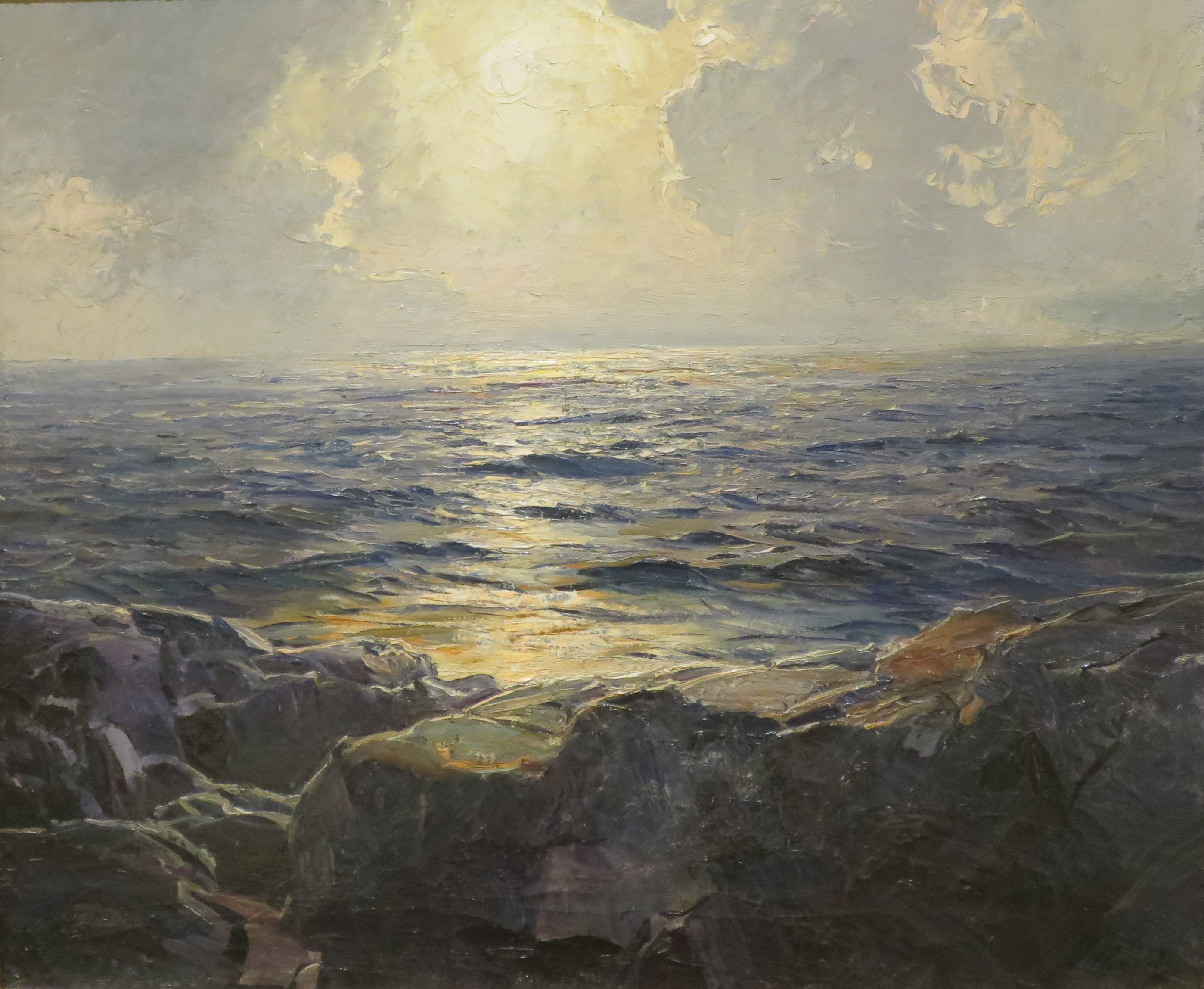
Moonrise (sense data), Museu d'Art d'El Paso
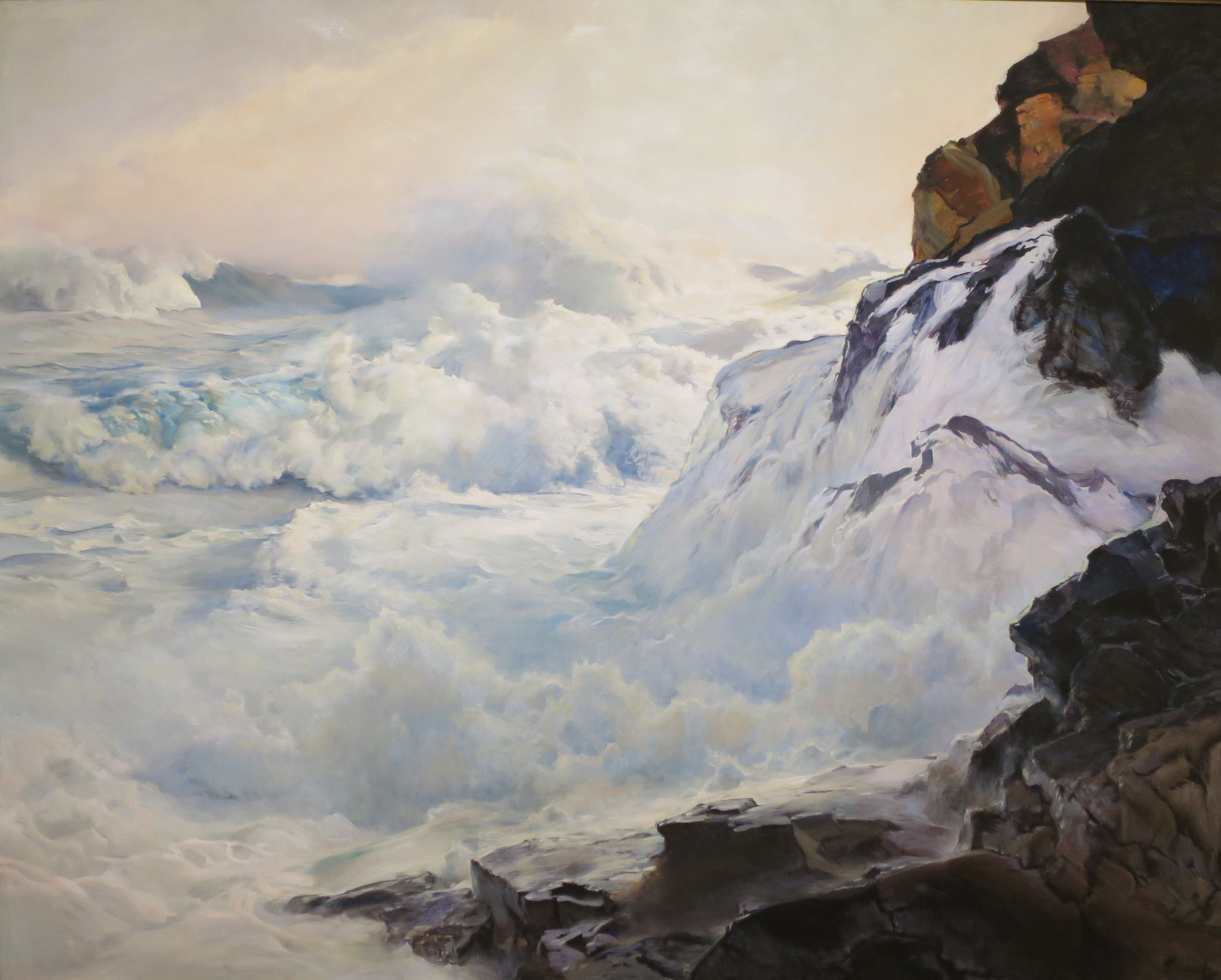
Smothering Surf (sense data), Museu d'Art d'El Paso
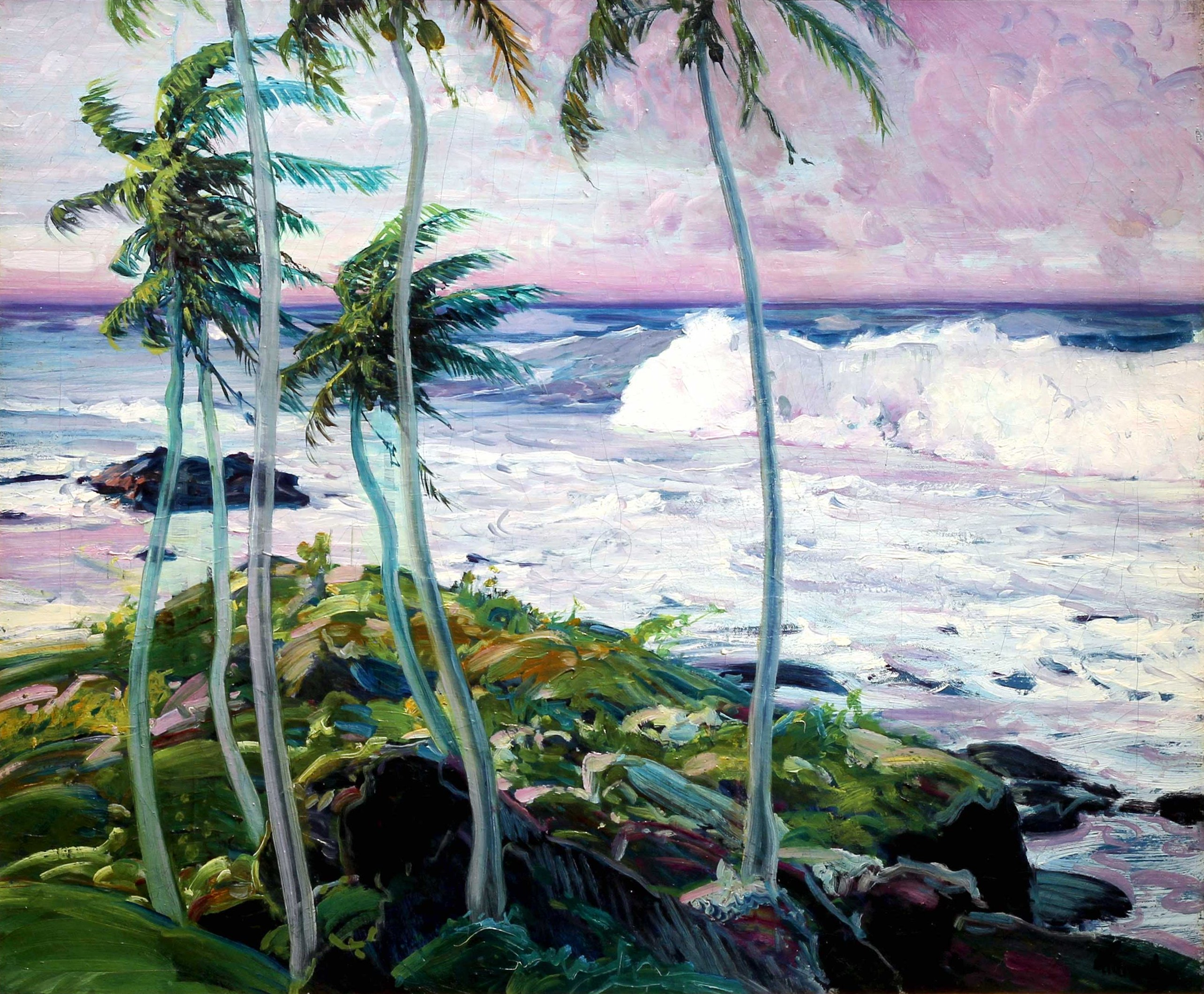
Under the Trade Winds, Barbados (sense data)
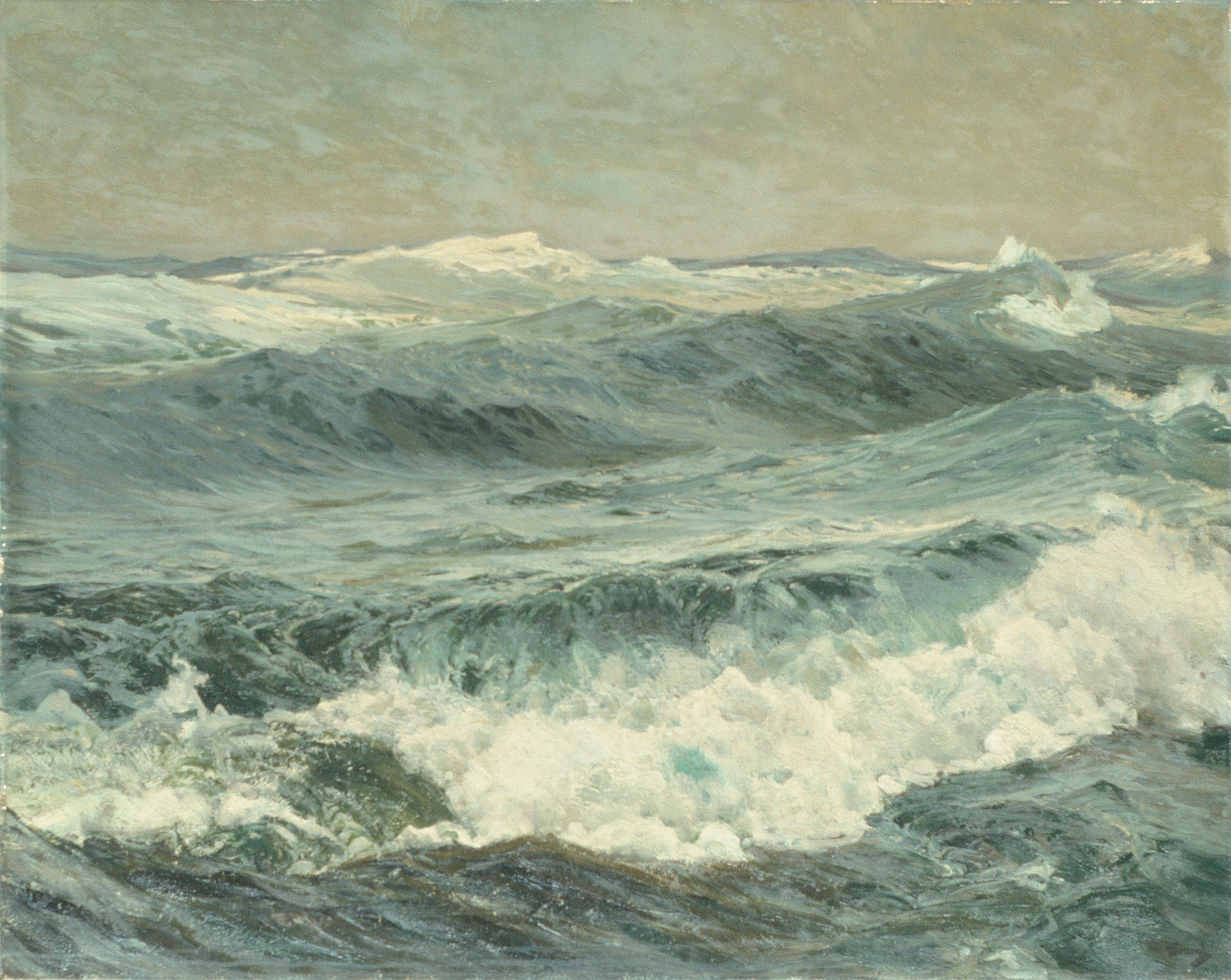
The Roaring Forties  (1908), Metropolitan Museum of Art
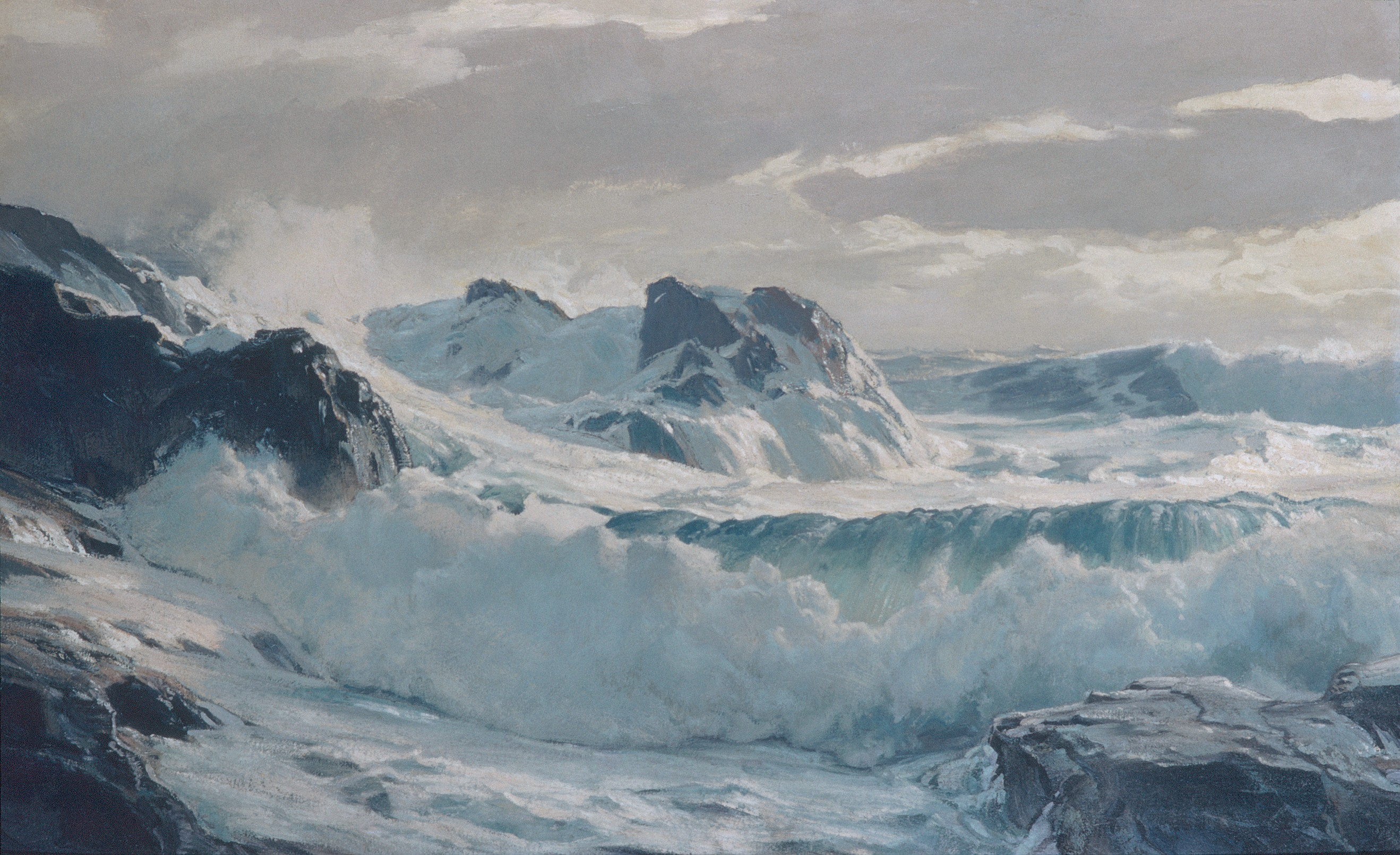
Wild Weather (vers 1930), Metropolitan Museum of Art
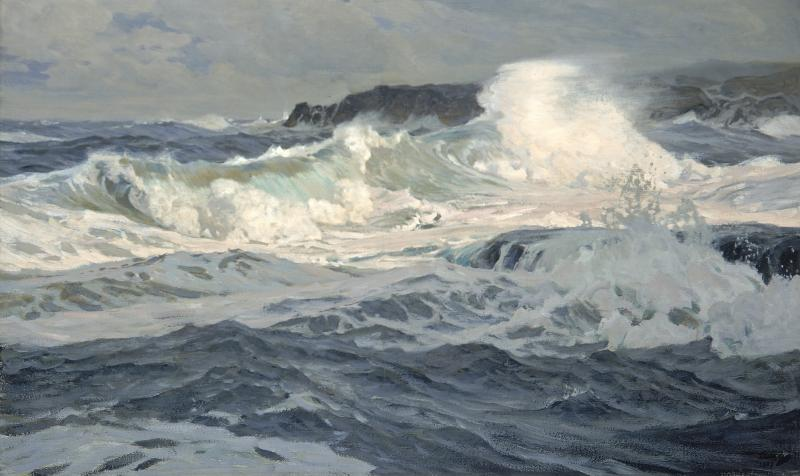
Southwesterly Gale, St. Ives (1907)
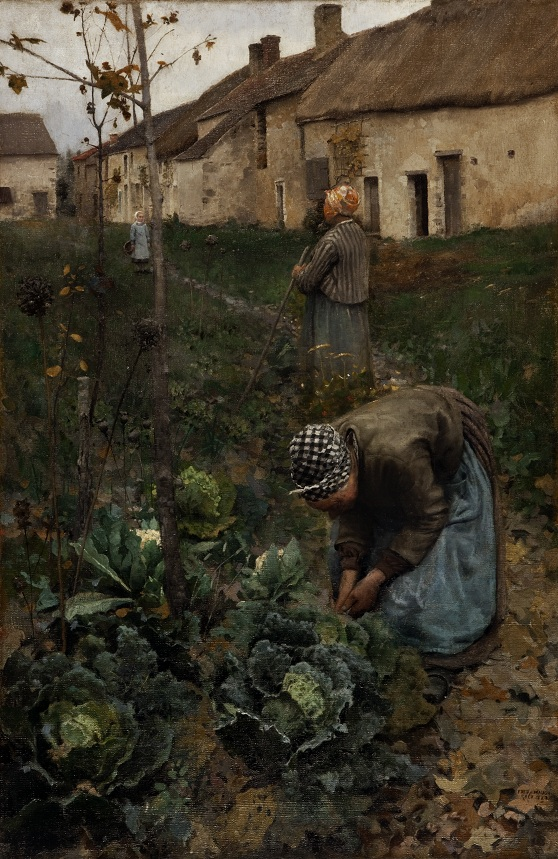
Peasant Landscape (1893), Ulrich Museum
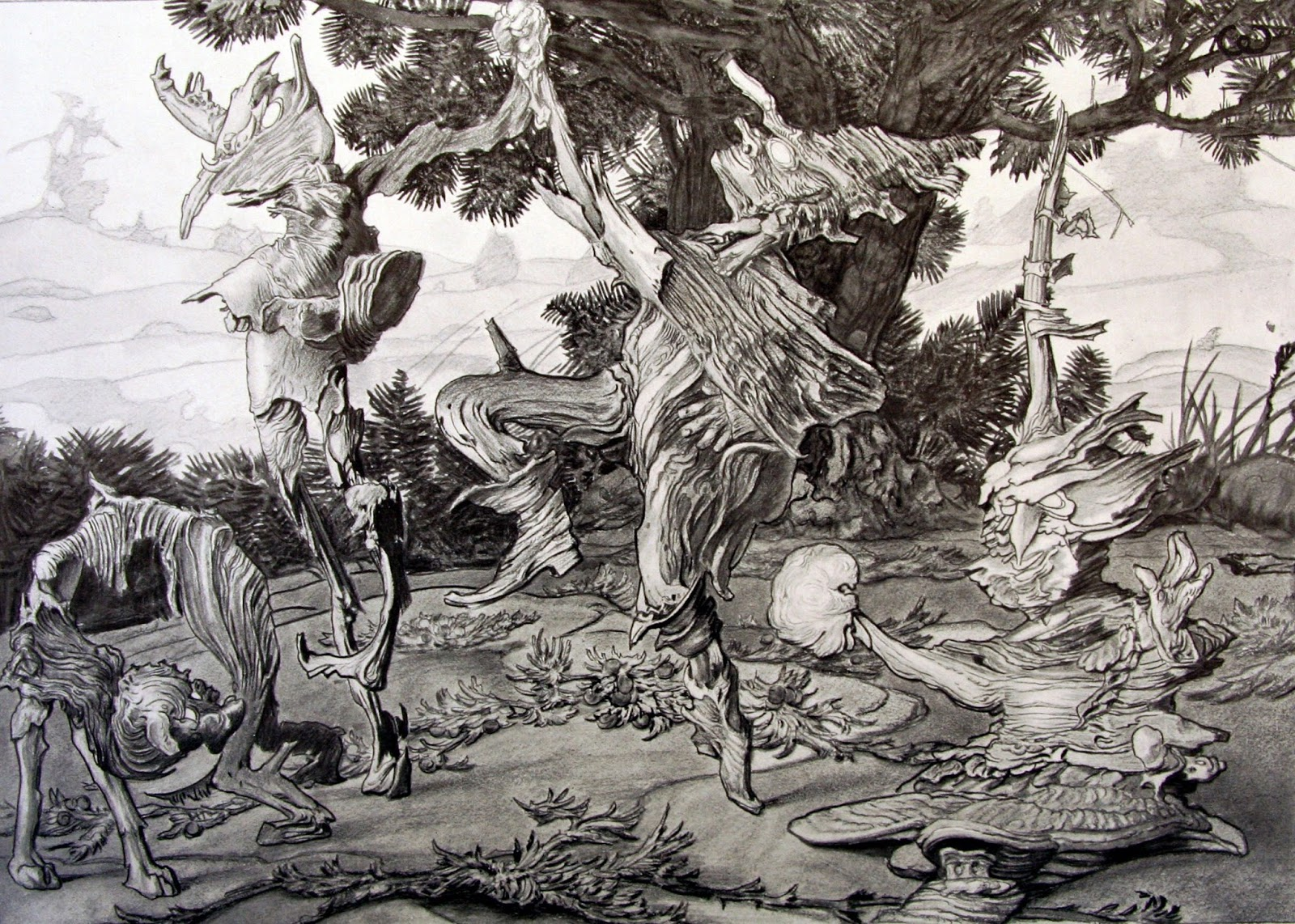
Il·lustració pel llibre The Clan of the Munes (1916)
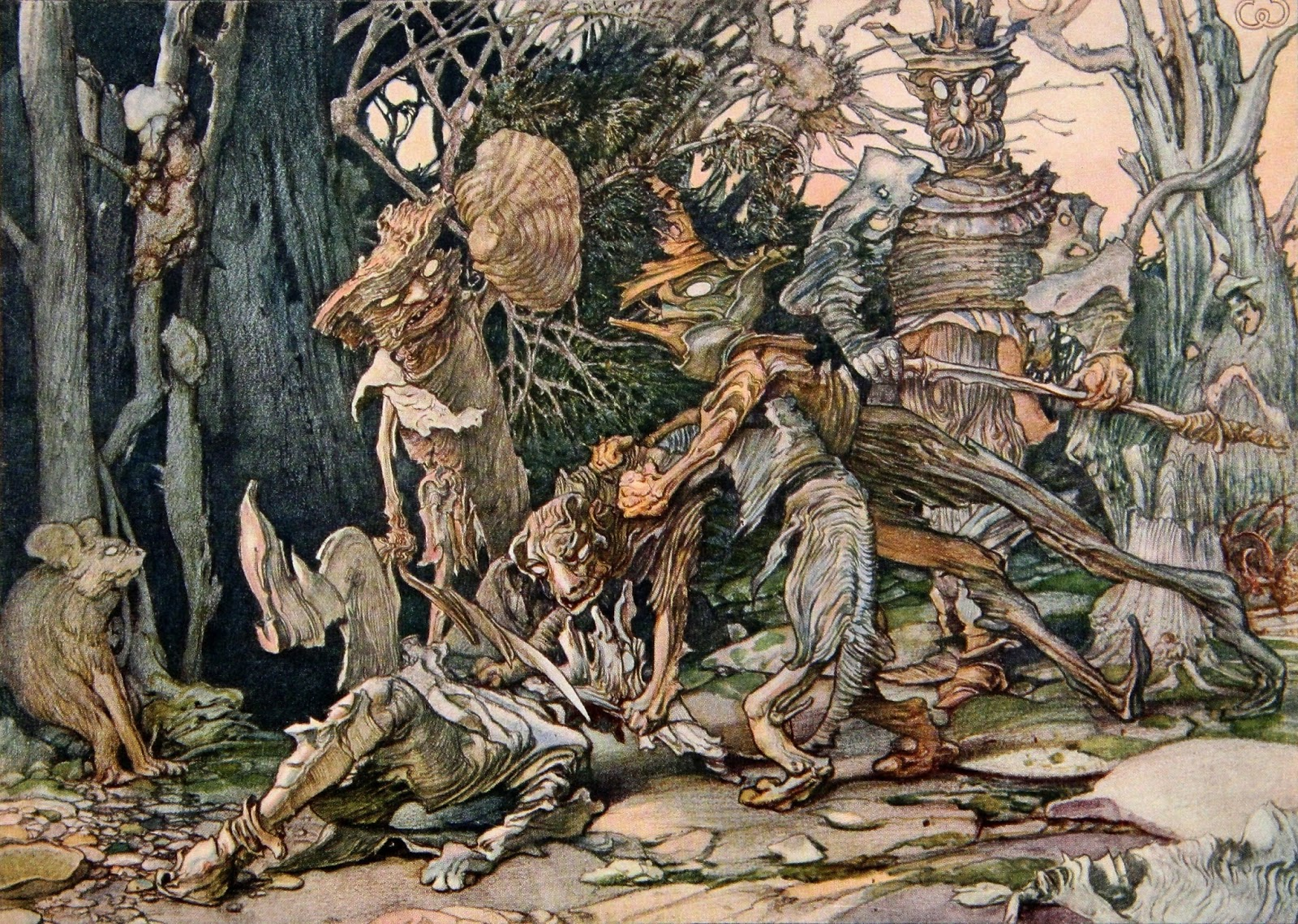
Il·lustració pel llibre The Clan of the Munes (1916)
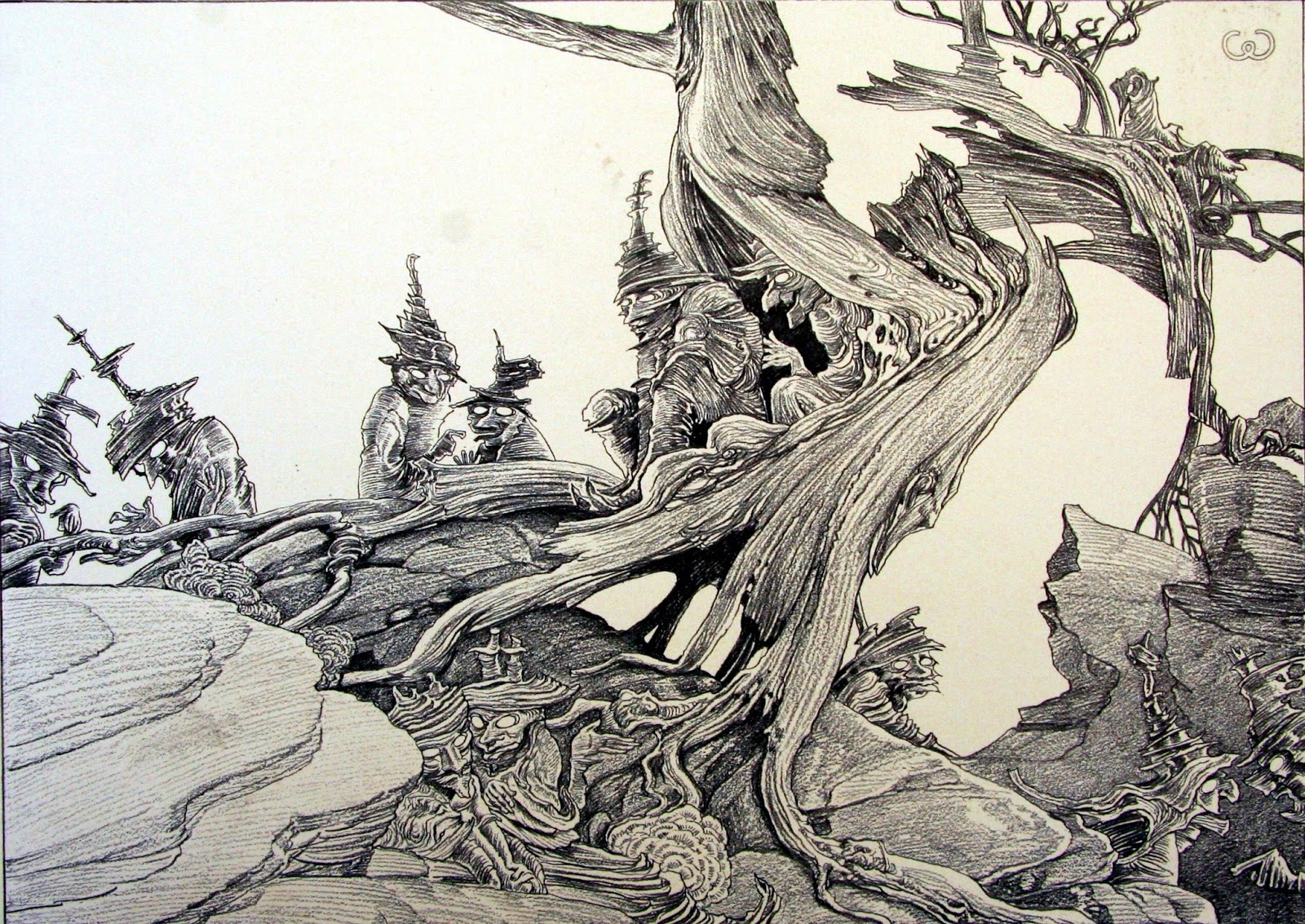
Il·lustració pel llibre The Clan of the Munes (1916)